# شامی برای یک نفر
شامی برای یک نفر (به انگلیسی: Dinner for One) فیلمی ۱۸ دقیقه‌ای به کارگردانی هاینتس دونکهاسه با بازی می واردن محصول کشور آلمان است.